# Bryan Oviedo
Bryan Josué Oviedo Jiménez (San Carlos, Costa Rica, 18 de febrero de 1990) es un futbolista costarricense que juega como lateral izquierdo su último club fue la Liga Deportiva Alajuelense de la Primera División de Costa Rica.

## Trayectoria

### Deportivo Saprissa
Bryan Oviedo hizo su debut en la Primera División con el Deportivo Saprissa el 23 de noviembre de 2008, por la última jornada de clasificación del Campeonato de Invierno frente a Ramonense. El jugador apareció en la alineación titular del entrenador Jeaustin Campos, salió de cambio al minuto 57' por Fernando Paniagua y el resultado terminó en empate sin goles. El 20 de diciembre, Bryan se proclama campeón nacional con los morados luego de remontar la serie y derrotar a Alajuelense en la final.

### F. C. Copenhague
El 27 de enero de 2010, se hizo oficial el fichaje de Oviedo en el Copenhague de Dinamarca. Tras superar las pruebas físicas, dos días después fue presentado formalmente y firmó por un periodo de tres años. Su debut debió esperar hasta el 5 de mayo, cuando reemplazó a Oscar Wendt y jugó los últimos diecisiete minutos de la victoria 4-0 sobre el Køge. En este mismo partido se alzó con el título de la Superliga.

### F. C.Nordsjælland
El 28 de enero de 2011, Bryan fue cedido por el resto de la temporada al Nordsjælland. Se estrenó en su primer encuentro el 6 de marzo, en la derrota por 4-0 contra el Randers. El 22 de mayo alcanzó el cetro de Copa tras vencer al Midtjylland en la final.

### F. C. Copenhague
Oviedo regresó al Copenhague para la temporada 2011-12 de la Superliga. Debutó el 10 de septiembre jugando los últimos doce minutos del triunfo por 0-1 ante el Lyngby. El 17 de mayo de 2012, ganó la final de la Copa de Dinamarca por 0-1 sobre el Horsens.

### Everton F. C.
El 31 de agosto de 2012, último día de transferencias del mercado europeo, se produjo el traspaso de Oviedo hacia el Everton de Inglaterra, por un monto sin especificar el cual rondaría los 1,5 millones de euros. Debutó en la Premier League el 22 de septiembre, donde sustituyó a Marouane Fellaini al minuto 86' en el triunfo 0-3 ante el Swansea City.
El 25 de enero de 2014, por la cuarta ronda de la FA Cup contra el Stevenage, Bryan sufrió una fuerte lesión cuando iba a efectuar una cobertura y al llegar por detrás la marca del rival, este le golpeó el tobillo izquierdo y debió ser retirado del terreno de juego en camilla. Fue trasladado al hospital confirmando una fractura de tibia y peroné para ser operado tres días después. Su tiempo de recuperación abarcó ocho meses.
Regresó a la acción el 23 de septiembre de 2014, en la eliminación de su equipo por la tercera ronda de la Copa de la Liga ante el Swansea City.

### Sunderland A. F. C.
El 30 de enero de 2017, el Sunderland se hizo con los servicios de Oviedo y de Darron Gibson, pagando una cifra total de 8,7 millones de euros. Bryan estampó su firma por tres temporadas y media. Debutó el 4 de febrero y completó la totalidad de los minutos del triunfo 0-4 sobre el Crystal Palace. Su equipo no pudo salvar la categoría al finalizar el torneo.
El 21 de abril de 2018, a falta de dos fechas para la conclusión de la Championship, el club consumió su segundo descenso consecutivo.
El 31 de marzo de 2019, pierde la final de la EFL Trophy en penales contra el Portsmouth. El 26 de mayo, su equipo fracasó en el intento de ascender de categoría luego de caer en la serie de repesca frente al Charlton Athletic.

### F. C. Copenhague
El 29 de julio de 2019, Oviedo alcanzó un acuerdo para jugar en el F. C. Copenhague por tres temporadas.

### Real Salt Lake
El 4 de agosto de 2022 fue fichado por el Real Salt Lake. El 28 de agosto debutó contra el F.C Dallas, ingresó de cambio al minuto 84 por el empate 1-1.

### L. D. Alajuelense
El 16 de setiembre de 2024 fue presentado como último refuerzo de la L. D. Alajuelense para el Apertura 2024. El lateral izquierdo fue fichado por dos torneos cortos, terminando contrato en junio del 2025.

## Selección nacional

### Categorías inferiores
El 22 de septiembre de 2006, Bryan se integró al grupo de veintidós futbolistas del técnico Manuel Gerardo Ureña de la selección sub-17 de Costa Rica. El 11 de octubre fue ratificado en la lista definitiva que viajó a El Salvador para disputar la eliminatoria centroamericana al Torneo de Concacaf. El 14 de octubre fue su debut en el Estadio Cuscatlán ante el combinado de Guatemala, siendo titular por 64 minutos en la victoria por goleada 5-0. Oviedo se encargó de abrir la cuenta de anotaciones al minuto 30'. Dos días después repitió su rol como titular en la derrota frente a Panamá (0-1). Su selección se recuperó del resultado adverso y venció por 5-1 a Nicaragua. El 22 de octubre apareció en la estelaridad en el triunfo 0-2 contra el anfitrión El Salvador, de esta manera clasificándose a la competición continental.
El 14 de abril de 2007, el defensa fue convocado por Ureña en la lista previa de veintidós jugadores. El 24 de abril se quedó con un lugar en la nómina oficial para participar en el Torneo Sub-17 de la Concacaf. El 28 de abril se desarrolló la primera fecha en el Estadio Nacional de Kingston contra Trinidad y Tobago. Oviedo alcanzó la totalidad de los minutos en la victoria por 2-0. Luego tuvo participación en los restantes juegos como titular ante Canadá (0-0) y Jamaica (0-1) así como de la última fecha en la pérdida 2-1 frente a Estados Unidos. Su selección accedió a uno de los cupos directos al Mundial de la categoría.
El 8 de junio de 2007, el técnico Ureña designó al grupo de dieciocho futbolistas que le harían frente a los Juegos Panamericanos de Río, lista de la cual Bryan fue tomado en cuenta. Debutó el 15 de julio como titular en el empate 1-1 frente a Ecuador, en el Centro Deportivo Miécimo da Silva. Tuvo participación en el duelo del grupo contra Brasil (0-2) y fue suplente ante Honduras (1-2), compromisos que acabaron con derrotas.
El 1 de agosto de 2007, el estratega Manuel Gerardo Ureña incluyó a Bryan en el equipo definitivo para disputar la Copa Mundial Sub-17 en Corea del Sur. Antes del viaje hacia el país sede, el 6 de agosto se confirmó la baja de Oviedo a causa de un esguince de segundo grado en el ligamento colateral medial de la rodilla izquierda, por lo que su lugar fue tomado por Rodrigo Román.
El 13 de septiembre de 2008, Bryan Oviedo fue incluido en la lista del entrenador Ronald González de la selección sub-20 de Costa Rica, para la disputa de la eliminatoria centroamericana con miras al Campeonato de la Concacaf que tomaría lugar al año siguiente. Fue partícipe de las dos victorias de su país en el Estadio Tiburcio Carías de Tegucigalpa frente a Nicaragua (4-0) y el anfitrión Honduras (1-2), resultados que le permitieron clasificarse de manera directa al certamen de la confederación.
El 3 de marzo de 2009, logró quedarse con un lugar en la convocatoria de González del grupo que enfrentó el Campeonato Sub-20 de la Concacaf celebrado en Trinidad y Tobago. Hizo su debut el 7 de marzo en el Marvin Lee Stadium contra el combinado de México, en el que apareció como titular en la victoria ajustada por 0-1. De la misma manera, fue estelar en los dos partidos siguientes de la fase de grupos frente a los trinitarios (empate 0-0) y Canadá (triunfo 2-1). El 13 de marzo fue suplente en el duelo semifinal ante Honduras, serie que se definió en penales para su selección. Dos días después, retornó al protagonismo en la alineación tras ser parte de la titularidad en la victoria cómoda por 3-0 contra Estados Unidos, proclamándose campeón de la categoría.
El 9 de septiembre de 2009, Oviedo fue seleccionado en la nómina definitiva de veintiún futbolistas para la realización del Mundial Sub-20 llevado a cabo en territorio egipcio. Apareció como titular en los tres partidos del grupo E frente a Brasil (derrota 5-0), Australia (triunfo 0-3) y República Checa (revés 2-3). Los costarricenses se clasificaron dentro de los mejores terceros. El 6 de octubre, se dio el resultado de 0-2 a favor de su conjunto en el Estadio Internacional de El Cairo contra el anfitrión Egipto por los octavos de final. Su selección se sobrepuso por 1-2 en tiempo suplementario ante Emiratos Árabes Unidos y no tuvo participación frente a los brasileños por las semifinales debido a la acumulación por tarjetas amarillas, juego que culminó en pérdida por 1-0. El 16 de octubre su nación selló el cuarto lugar del torneo tras la derrota en penales contra Hungría.

#### Participaciones en inferiores
| Evento                             | Sede              | Resultado      | Posición | Partidos | Goles |
| ---------------------------------- | ----------------- | -------------- | -------- | -------- | ----- |
| Torneo Sub-17 de Concacaf 2007     | Jamaica           | Clasificado    | 2.º B    | 4        | 0     |
| Juegos Panamericanos 2007          | Río de Janeiro    | Fase de grupos | 11/12    | 2        | 0     |
| Campeonato Sub-20 de Concacaf 2009 | Trinidad y Tobago | Campeón        | 1/8      | 4        | 0     |
| Copa Mundial Sub-20 de 2009        | Egipto            | Cuarto lugar   | 4/24     | 6        | 0     |

### Selección absoluta
Su debut con la selección de Costa Rica se produjo el 26 de enero de 2010 contra el combinado de Argentina, amistoso celebrado en el Estadio Ingeniero Hilario Sánchez. Oviedo alineó como titular del entrenador interino Ronald González y el resultado se consumió en derrota 3-2.
El 9 de febrero de 2011, Bryan convirtió su primer gol internacional en el fogueo frente a Venezuela.
El 20 de mayo de 2011, el estrega Ricardo La Volpe convocó a Oviedo para la realización de la Copa de Oro de la Concacaf, la cual tuvo lugar en Estados Unidos. El 5 de junio se estrenó en la competencia como titular frente a Cuba para el triunfo por 5-0. Completó el grupo con el empate 1-1 contra El Salvador y la derrota 4-1 ante México, partidos en los que no fue convocado. El conjunto costarricense quedó eliminado en penales por Honduras en la serie de cuartos de final.
Debutó en la eliminatoria mundialista de Concacaf el 8 de junio de 2012, con el empate de local 2-2 contra El Salvador. El 10 de septiembre de 2013 fue parte de la suplencia en la obtención de la clasificación al Mundial 2014 a falta de dos fechas para la conclusión de la hexagonal eliminatoria tras la igualdad a un gol contra Jamaica.
El 2 de mayo de 2016, el director técnico Óscar Ramírez anunció la lista preliminar de 40 jugadores que podrían ser considerados para jugar la Copa América Centenario donde se incluyó a Bryan. El 16 de mayo terminó siendo ratificado en la nómina que viajó a Estados Unidos, país organizador del evento. El 4 de junio se llevó a cabo el primer juego del torneo contra Paraguay en el Estadio Citrus Bowl de Orlando. Oviedo se quedó en el banquillo en el empate sin goles. Tres días después, fue nuevamente suplente en la derrota por 4-0 ante Estados Unidos. El 11 de junio participó 45 minutos del último juego del grupo que finalizó en victoria por 2-3 sobre Colombia en el Estadio NRG de Houston. Con los resultados presentados, la escuadra costarricense se ubicó en el tercer puesto con cuatro puntos y por lo tanto eliminada de la competencia.
El jugador fue incluido, el 16 de junio de 2017, en la nómina para la realización de la Copa de Oro de la Concacaf que tuvo lugar en Estados Unidos. El 7 de julio se disputó el primer encuentro del certamen en el Red Bull Arena de Nueva Jersey, lugar donde se efectuó el clásico centroamericano contra Honduras. Bryan Oviedo permaneció en el banco de suplentes en la victoria ajustada de 0-1. El 10 de julio fue dado de baja debido a una lesión en el muslo izquierdo, siendo sustituido por Kendall Waston.
El 7 de octubre de 2017, participó en el compromiso donde su selección selló la clasificación al Mundial de Rusia tras el empate 1-1 contra Honduras en el último minuto.

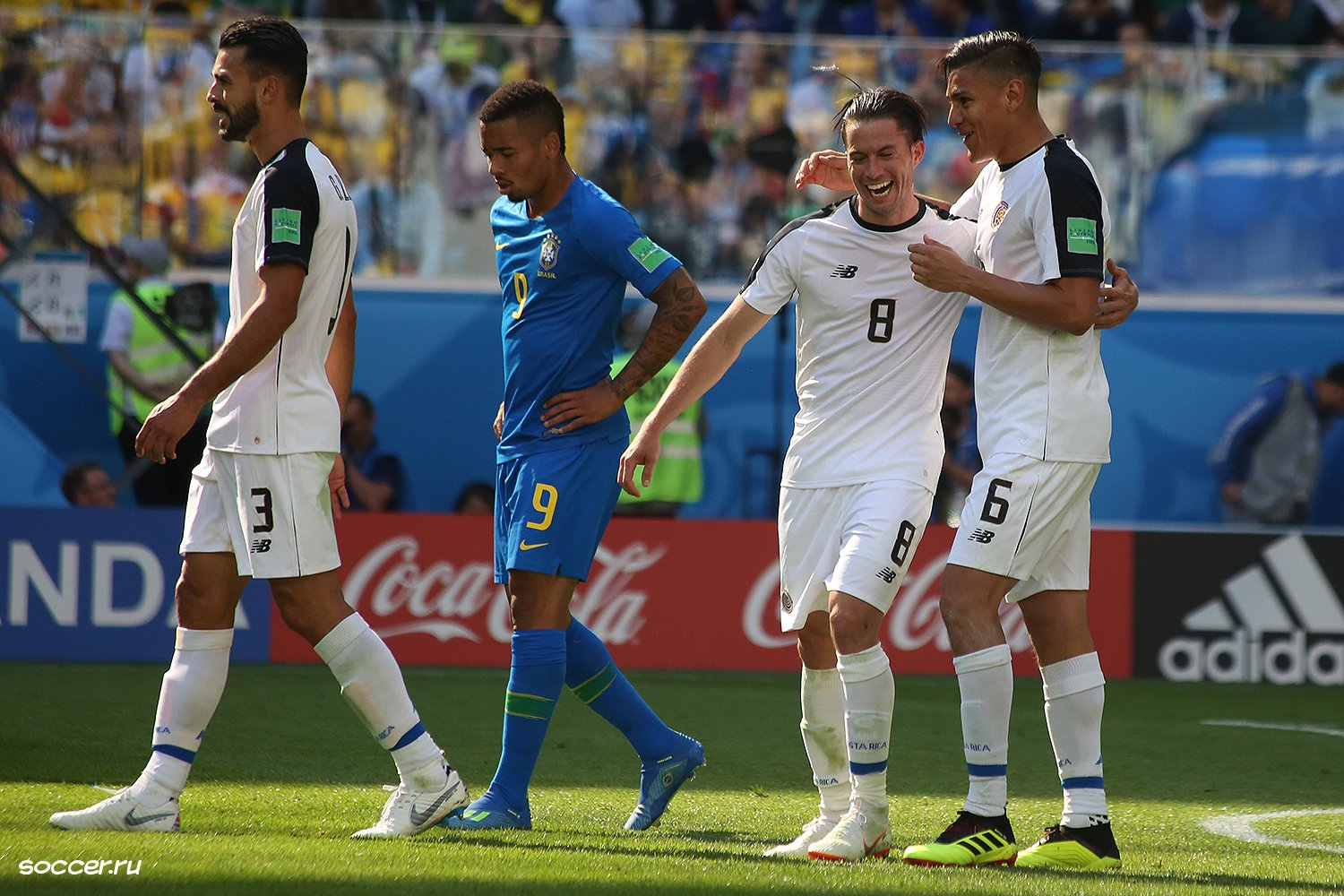
Oviedo (dorsal 8) en el Mundial 2018.

El 14 de mayo de 2018, entró en la lista oficial de veintitrés futbolistas para disputar la Copa Mundial. El 17 de junio queda como suplente en el juego inaugural contra Serbia en el Cosmos Arena de Samara (derrota 0-1). El 22 de junio tuvo su debut de estelar en el duelo frente a Brasil, cotejo que finalizó con una nueva pérdida siendo con cifras de 2-0. Su país se quedaría sin posibilidades de avanzar a la siguiente ronda de manera prematura. El 27 de junio, ya en el partido de trámite enfrentando a Suiza en el Estadio de Nizhni Nóvgorod, el marcador reflejó la igualdad a dos anotaciones para despedirse del certamen.
El 5 de junio de 2019, se confirmó que Oviedo entró en la nómina oficial de Gustavo Matosas para disputar la Copa de Oro de la Concacaf. Apareció como titular en los dos primeros partidos de la fase de grupos contra Nicaragua (victoria 4-0) —anotando uno de los goles— y Bermudas (triunfo 2-1), y fue suplente el 24 de junio frente a Haití (derrota 2-1). Su país se quedó en el camino al perder en penales por México en cuartos de final, serie en la que Bryan salió de cambio por Francisco Calvo.
Con Ronald González de estratega, el defensa tuvo participación en el primer partido de la fase de grupos de la Liga de Naciones de la Concacaf, donde su combinado empató a un gol frente a Haití.
El 3 de junio de 2021, para la etapa final de la Liga de Naciones de la Concacaf, su selección empató el duelo de semifinal contra México (0-0) en el Empower Field en Denver, por lo que la serie se llevó a los penales donde su conjunto no pudo avanzar. Tres días después tampoco superó el compromiso por el tercer lugar frente a Honduras (2-2), cayendo por la misma vía de los penales. Bryan tuvo participación en los dos juegos como titular y dio una asistencia en el gol de Joel Campbell sobre los hondureños.
El 26 de agosto de 2021, Oviedo fue llamado por Luis Fernando Suárez para iniciar la eliminatoria de Concacaf hacia la Copa del Mundo. Debutó el 2 de septiembre con el empate sin goles de visita en el Estadio Rommel Fernández contra Panamá.
El 14 de junio de 2022, alineó como titular y completó la totalidad de los minutos en el partido donde su combinado selló la clasificación a la Copa Mundial tras vencer 1-0 a Nueva Zelanda, por la repesca intercontinental celebrada en el país anfitrión Catar.

#### Participaciones internacionales
| Evento                                  | Sede                                  | Resultado        | Posición    | Partidos | Goles |
| --------------------------------------- | ------------------------------------- | ---------------- | ----------- | -------- | ----- |
| Copa de Oro de la Concacaf 2011         | Estados Unidos                        | Cuartos de final | 6/12        | 2        | 0     |
| Copa América Centenario                 | Estados Unidos                        | Fase de grupos   | 10/16       | 1        | 0     |
| Copa de Oro de la Concacaf 2019         | Estados Unidos · Costa Rica · Jamaica | Cuartos de final | 5/16        | 3        | 1     |
| Liga de Naciones de la Concacaf 2019-20 | Concacaf                              | Cuarto lugar     | 4/12        | 3        | 0     |
| Liga de Naciones de la Concacaf 2023-24 | Concacaf                              | Por definir      | Por definir |          |       |

#### Participaciones en eliminatorias
| Evento                     | Sede   | Resultado   | Posición | Partidos | Goles |
| -------------------------- | ------ | ----------- | -------- | -------- | ----- |
| Clasificación Mundial 2014 | Brasil | Clasificado | 2.ª      | 9        | 0     |
| Clasificación Mundial 2018 | Rusia  | Clasificado | 2.ª      | 7        | 0     |
| Clasificación Mundial 2022 | Catar  | Clasificado | 4.ª      | 10       | 0     |

#### Participaciones en Copas del Mundo
| Mundial              | Sede  | Resultado      | Partidos | Goles |
| -------------------- | ----- | -------------- | -------- | ----- |
| Copa Mundial de 2018 | Rusia | Fase de grupos | 2        | 0     |
| Copa Mundial de 2022 | Catar | Fase de grupos | 3        | 0     |

## Estadísticas

### Clubes
Actualizado al último partido jugado el 26 de septiembre de 2024.
| Club                            | Div.          | Temporada     | Liga  | Liga  | Liga   | Copas nacionales | Copas nacionales | Copas nacionales | Copas internacionales | Copas internacionales | Copas internacionales | Total | Total | Total  |
| Club                            | Div.          | Temporada     | Part. | Goles | Asist. | Part.            | Goles            | Asist.           | Part.                 | Goles                 | Asist.                | Part. | Goles | Asist. |
| ------------------------------- | ------------- | ------------- | ----- | ----- | ------ | ---------------- | ---------------- | ---------------- | --------------------- | --------------------- | --------------------- | ----- | ----- | ------ |
| Deportivo Saprissa · Costa Rica |               |               |       |       |        |                  |                  |                  |                       |                       |                       |       |       |        |
| 1.ª                             | 2008-09       | 8             | 0     | 0     | —      | —                | —                | —                | —                     | —                     | 8                     | 0     | 0     |        |
| 1.ª                             | 2009-10       | 7             | 0     | 0     | —      | —                | —                | 1                | 0                     | 0                     | 8                     | 0     | 0     |        |
| Total club                      | Total club    | 15            | 0     | 0     | 0      | 0                | 0                | 1                | 0                     | 0                     | 16                    | 0     | 0     |        |
| F. C. Copenhague Dinamarca      |               |               |       |       |        |                  |                  |                  |                       |                       |                       |       |       |        |
| 1.ª                             | 2009-10       | 3             | 0     | 0     | —      | —                | —                | —                | —                     | —                     | 3                     | 0     | 0     |        |
| 1.ª                             | 2010-11       | 1             | 0     | 0     | 2      | 0                | 0                | —                | —                     | —                     | 3                     | 0     | 0     |        |
| Total club                      | Total club    | 4             | 0     | 0     | 2      | 0                | 0                | 0                | 0                     | 0                     | 6                     | 0     | 0     |        |
| F. C. Nordsjælland Dinamarca    |               |               |       |       |        |                  |                  |                  |                       |                       |                       |       |       |        |
| 1.ª                             | 2010-11       | 14            | 0     | 0     | 3      | 0                | 1                | —                | —                     | —                     | 17                    | 0     | 1     |        |
| Total club                      | Total club    | 14            | 0     | 0     | 3      | 0                | 1                | 0                | 0                     | 0                     | 17                    | 0     | 1     |        |
| F. C. Copenhague Dinamarca      |               |               |       |       |        |                  |                  |                  |                       |                       |                       |       |       |        |
| 1.ª                             | 2011-12       | 20            | 1     | 5     | 6      | 0                | 5                | 4                | 0                     | 0                     | 30                    | 1     | 10    |        |
| 1.ª                             | 2012-13       | 6             | 1     | 3     | —      | —                | —                | 4                | 0                     | 1                     | 10                    | 1     | 4     |        |
| Total club                      | Total club    | 26            | 2     | 8     | 6      | 0                | 5                | 8                | 0                     | 1                     | 40                    | 2     | 14    |        |
| Everton F. C. Inglaterra        |               |               |       |       |        |                  |                  |                  |                       |                       |                       |       |       |        |
| 1.ª                             | 2012-13       | 15            | 0     | 1     | 3      | 0                | 0                | —                | —                     | —                     | 18                    | 0     | 1     |        |
| 1.ª                             | 2013-14       | 9             | 2     | 1     | 4      | 0                | 2                | —                | —                     | —                     | 13                    | 2     | 3     |        |
| 1.ª                             | 2014-15       | 6             | 0     | 0     | 3      | 0                | 1                | 2                | 0                     | 1                     | 11                    | 0     | 2     |        |
| 1.ª                             | 2015-16       | 14            | 0     | 1     | 5      | 0                | 2                | —                | —                     | —                     | 19                    | 0     | 3     |        |
| 1.ª                             | 2016-17       | 6             | 0     | 0     | 1      | 0                | 0                | —                | —                     | —                     | 7                     | 0     | 0     |        |
| Total club                      | Total club    | 50            | 2     | 3     | 16     | 0                | 5                | 2                | 0                     | 1                     | 68                    | 2     | 9     |        |
| Sunderland A. F. C. Inglaterra  |               |               |       |       |        |                  |                  |                  |                       |                       |                       |       |       |        |
| 1.ª                             | 2016-17       | 10            | 0     | 0     | —      | —                | —                | —                | —                     | —                     | 10                    | 0     | 0     |        |
| 2.ª                             | 2017-18       | 34            | 2     | 5     | 2      | 0                | 0                | —                | —                     | —                     | 36                    | 2     | 5     |        |
| 3.ª                             | 2018-19       | 26            | 0     | 4     | 5      | 0                | 2                | —                | —                     | —                     | 31                    | 0     | 6     |        |
| Total club                      | Total club    | 70            | 2     | 9     | 7      | 0                | 2                | 0                | 0                     | 0                     | 77                    | 2     | 9     |        |
| F. C. Copenhague Dinamarca      |               |               |       |       |        |                  |                  |                  |                       |                       |                       |       |       |        |
| 1.ª                             | 2019-20       | 15            | 0     | 2     | 3      | 0                | 1                | 6                | 0                     | 0                     | 24                    | 0     | 3     |        |
| 1.ª                             | 2020-21       | 7             | 0     | 2     | 2      | 0                | 0                | —                | —                     | —                     | 9                     | 0     | 2     |        |
| 1.ª                             | 2021-22       | —             | —     | —     | —      | —                | —                | 1                | 0                     | 0                     | 1                     | 0     | 0     |        |
| Total club                      | Total club    | 22            | 0     | 4     | 5      | 0                | 1                | 7                | 0                     | 0                     | 33                    | 0     | 5     |        |
| Real Salt Lake Estados Unidos   |               |               |       |       |        |                  |                  |                  |                       |                       |                       |       |       |        |
| 1.ª                             | 2022          | 6             | 0     | 2     | 1      | 0                | 0                | —                | —                     | —                     | 7                     | 0     | 2     |        |
| 1.ª                             | 2023          | 28            | 0     | 4     | 3      | 0                | 0                | 3                | 0                     | 0                     | 34                    | 0     | 4     |        |
| 1.ª                             | 2024          | 15            | 0     | 1     | —      | —                | —                | —                | —                     | —                     | 15                    | 0     | 1     |        |
| Total club                      | Total club    | 49            | 0     | 7     | 4      | 0                | 0                | 3                | 0                     | 0                     | 56                    | 0     | 7     |        |
| L. D. Alajuelense · Costa Rica  |               |               |       |       |        |                  |                  |                  |                       |                       |                       |       |       |        |
| 1.ª                             | 2024-25       | 0             | 0     | 0     | 0      | 0                | 0                | 1                | 0                     | 0                     | 1                     | 0     | 0     |        |
| Total club                      | Total club    | 0             | 0     | 0     | 0      | 0                | 0                | 1                | 0                     | 0                     | 1                     | 0     | 0     |        |
| Total carrera                   | Total carrera | Total carrera | 250   | 6     | 31     | 43               | 0                | 14               | 22                    | 0                     | 2                     | 313   | 6     | 47     |
| 1. 2. Fuente:Transfermarkt      |               |               |       |       |        |                  |                  |                  |                       |                       |                       |       |       |        |

### Selección de Costa Rica
Actualizado al último partido jugado el 20 de noviembre de 2023.
| Selección                                            | Año | Eliminatorias | Eliminatorias | Eliminatorias | Continental | Continental | Continental | Mundial | Mundial | Mundial | Amistosos | Amistosos | Amistosos | Total | Total | Total  |
| Selección                                            | Año | Part.         | Goles         | Asist.        | Part.       | Goles       | Asist.      | Part.   | Goles   | Asist.  | Part.     | Goles     | Asist.    | Part. | Goles | Asist. |
| ---------------------------------------------------- | --- | ------------- | ------------- | ------------- | ----------- | ----------- | ----------- | ------- | ------- | ------- | --------- | --------- | --------- | ----- | ----- | ------ |
| Absoluta · Costa Rica                                |     |               |               |               |             |             |             |         |         |         |           |           |           |       |       |        |
| 2010                                                 | —   | —             | —             | —             | —           | —           | —           | —       | —       | 3       | 0         | 0         | 3         | 0     | 0     |        |
| 2011                                                 | —   | —             | —             | 2             | 0           | 1           | —           | —       | —       | 7       | 1         | 1         | 9         | 1     | 2     |        |
| 2012                                                 | 5   | 0             | 2             | —             | —           | —           | —           | —       | —       | 4       | 0         | 0         | 9         | 0     | 2     |        |
| 2013                                                 | 4   | 0             | 0             | —             | —           | —           | —           | —       | —       | 1       | 0         | 0         | 5         | 0     | 0     |        |
| 2015                                                 | —   | —             | —             | —             | —           | —           | —           | —       | —       | 2       | 0         | 0         | 2         | 0     | 0     |        |
| 2016                                                 | 1   | 0             | 0             | 1             | 0           | 1           | —           | —       | —       | 1       | 0         | 1         | 3         | 0     | 1     |        |
| 2017                                                 | 6   | 0             | 0             | —             | —           | —           | —           | —       | —       | 2       | 0         | 0         | 8         | 0     | 0     |        |
| 2018                                                 | —   | —             | —             | —             | —           | —           | 2           | 0       | 0       | 9       | 0         | 2         | 11        | 0     | 2     |        |
| 2019                                                 | —   | —             | —             | 4             | 1           | 1           | —           | —       | —       | 1       | 0         | 0         | 5         | 1     | 1     |        |
| 2021                                                 | 6   | 0             | 0             | 2             | 0           | 1           | —           | —       | —       | 4       | 0         | 0         | 12        | 0     | 1     |        |
| 2022                                                 | 4   | 0             | 0             | 2             | 0           | 0           | 3           | 0       | 0       | 3       | 0         | 0         | 12        | 0     | 0     |        |
| 2023                                                 | —   | —             | —             | 2             | 0           | 0           | —           | —       | —       | —       | —         | —         | 2         | 0     | 0     |        |
| Total                                                | 26  | 0             | 2             | 13            | 1           | 4           | 5           | 0       | 0       | 38      | 1         | 3         | 81        | 2     | 9     |        |
| 1. 2. Fuente:Transfermarkt / National Football Teams |     |               |               |               |             |             |             |         |         |         |           |           |           |       |       |        |

#### Goles internacionales
| Núm. | Fecha                | Lugar                                          | Rival     | Gol | Resultado | Competición                     |
| ---- | -------------------- | ---------------------------------------------- | --------- | --- | --------- | ------------------------------- |
| 1    | 9 de febrero de 2011 | Estadio José Anzoátegui, Anzoátegui, Venezuela | Venezuela | 0-1 | 2-2       | Amistoso                        |
| 2    | 16 de junio de 2019  | Estadio Nacional, San José, Costa Rica         | Nicaragua | 1-0 | 4-0       | Copa de Oro de la Concacaf 2019 |

## Palmarés

### Títulos nacionales
| Título                         | Club               | País       | Año  |
| ------------------------------ | ------------------ | ---------- | ---- |
| Primera División de Costa Rica | Deportivo Saprissa | Costa Rica | 2008 |
| Superliga de Dinamarca         | F. C. Copenhague   | Dinamarca  | 2010 |
| Copa de Dinamarca              | F. C. Nordsjælland | Dinamarca  | 2011 |
| Copa de Dinamarca              | F. C. Copenhague   | Dinamarca  | 2012 |
| Superliga de Dinamarca         | F. C. Copenhague   | Dinamarca  | 2022 |

### Títulos internacionales
| Título                           | Equipo            | Sede              | Año  |
| -------------------------------- | ----------------- | ----------------- | ---- |
| Campeonato Sub-20 de la Concacaf | Costa Rica sub-20 | Trinidad y Tobago | 2009 |
| Copa Centroamericana de Concacaf | L. D. Alajuelense | Alajuela          | 2024 |